# Шагалалы (Жамбылская область)
Шагалалы (каз. Шағалалы) — село в Сарысуском районе Жамбылской области Казахстана. Входит в состав Досболского сельского округа. Код КАТО — 316047700.

## Население
В 1999 году население села составляло 187 человек (98 мужчин и 89 женщин). По данным переписи 2009 года, в селе проживали 264 человека (137 мужчин и 127 женщин).